# Oncaea englishi
Oncaea englishi är en kräftdjursart som beskrevs av Heron 1977. Oncaea englishi ingår i släktet Oncaea och familjen Oncaeidae. Inga underarter finns listade i Catalogue of Life.